# Geopora sumneriana
Geopora sumneriana är en svampart som först beskrevs av Mordecai Cubitt Cooke, och fick sitt nu gällande namn av M. Torre 1976. Geopora sumneriana ingår i släktet Geopora och familjen Pyronemataceae.   Inga underarter finns listade i Catalogue of Life.